# Långevattnet (Stora Lundby socken, Västergötland)
Långevattnet är en sjö i Lerums kommun i Västergötland och ingår i Göta älvs huvudavrinningsområde. Sjön är 9,9 meter djup, har en yta på 0,03 kvadratkilometer och befinner sig 100 meter över havet.